# ギャザズ

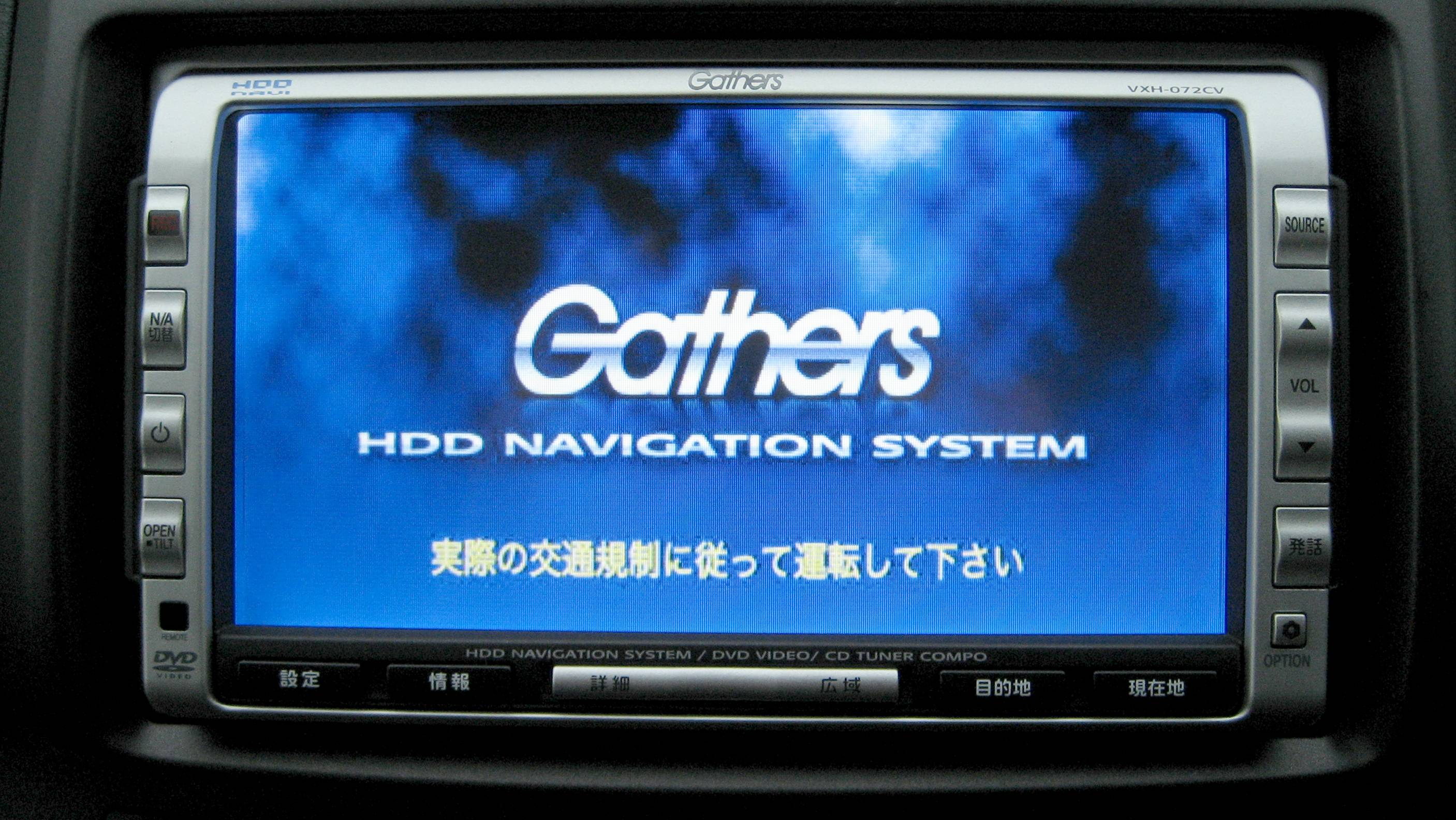
ギャザズ VXH-072CV
2DINサイズHDDナビ（クラリオン製）

ギャザズ (Gathers) は、本田技研工業の純正カー用品（カーアクセサリー）専門の子会社ホンダアクセスにおける、カーナビゲーションおよびカーオーディオのブランド名である。

## 概要
ホンダ純正オプションブランドとして、ホンダ車にジャストフィットすることはもちろん、タッチパネルなどの操作性・音質の良さには定評があり、デザインにおいても車両とのマッチングを重視した作りとなっている。
カーナビゲーションシステムにおいては、ホンダの特徴であるインターナビを搭載し、3年間6万kmの長期保証と合わせて市販品に対する大きな強みとなっている。
主なOEMメーカーとしては、パナソニック、アルパイン、JVCケンウッド、クラリオンなどがある。